# Cratere Motonobu
Motonobu è un cratere sulla superficie di Mercurio.
Il nome, adottato dall'Unione Astronomica Internazionale il 13 agosto 2024, onora il pittore e calligrafo giapponese Kanō Motonobu.
Il cratere è stato fotografato per la prima volta da Mariner 10 nel 1974.